# Општина Прозор-Рама
Општина Прозор-Рама је општина смештена у северном делу Херцеговачко-неретванског кантона, у Босни и Херцеговини. Седиште општине је градић Прозор.
Општина и сам град су познати по Рамском језеру.

## Становништво
По последњем службеном попису становништва из 1991. године, општина Прозор-Рама имала је 16.064 становника, распоређених у 56 насеља.
Просторни план ког је 2010. године израдио  садржи процене броја становника општине за 2008. годину. По овом плану, 2008. године у Прозор-Рами је живело 16.517 становника. У периоду од 1991. до 2008. Прозор-Рама је изгубила 3.243 становника, или 16,41% укупног становништва.
Према попису из 2013. године у општини живи 16.297 људи.
|                      | 2013.           | 1991.           | 1981.           | 1971.           | 1961.           |
| Укупно               | 14 280 (100,0%) | 19 760 (100,0%) | 19 108 (100,0%) | 17 963 (100,0%) | 17 276 (100,0%) |
| Хрвати               | 10 702 (74,94%) | 12 259 (62,04%) | 12 088 (63,26%) | 11 792 (65,65%) | 11 588 (67,08%) |
| Бошњаци              | 3 525 (24,68%)  | 7 225 (36,56%)1 | 6 698 (35,05%)1 | 5 988 (33,34%)1 | 5 135 (29,72%)1 |
| Непознато            | 23 (0,161%)     | –               | –               | –               | –               |
| Муслимани            | 11 (0,077%)     | –               | –               | –               | –               |
| Неизјашњени          | 7 (0,049%)      | –               | –               | –               | –               |
| Остали               | 4 (0,028%)      | 131 (0,663%)    | 55 (0,288%)     | 40 (0,223%)     | 16 (0,093%)     |
| Срби                 | 3 (0,021%)      | 45 (0,228%)     | 49 (0,256%)     | 94 (0,523%)     | 271 (1,569%)    |
| Југословени          | 2 (0,014%)      | 100 (0,506%)    | 197 (1,031%)    | 42 (0,234%)     | 249 (1,441%)    |
| Босанци              | 2 (0,014%)      | –               | –               | –               | –               |
| Босанци и Херцеговци | 1 (0,007%)      | –               | –               | –               | –               |
| Црногорци            | –               | –               | 14 (0,073%)     | 4 (0,022%)      | 8 (0,046%)      |
| Словенци             | –               | –               | 6 (0,031%)      | 2 (0,011%)      | 1 (0,006%)      |
| Македонци            | –               | –               | 1 (0,005%)      | –               | –               |
| Албанци              | –               | –               | –               | 1 (0,006%)      | 3 (0,017%)      |
| Мађари               | –               | –               | –               | –               | 5 (0,029%)      |

1. 1 На пописима од 1971. до 1991. Бошњаци су пописивани углавном као Муслимани.

## Географија
Општина Прозор-Рама се налази у северној Херцеговини, на прелазу из Херцеговине у Босну. Овај географски простор „опкољен” је висовима и омеђен обронцима високих планина, који тако чине затворену, изоловану, али унутра складну целину. Општину са севера од Врбаске долине одвајају обронци планина Радуше, Вранице и Зеца. Превој Макљен је и међуречно развође Јадранског и Црноморског слива. Са истока од Клиса, Прозор-Раму деле Студена планина и Бокшевица, а с југа обронци планина Чврснице и Врана. Западна граница иде планином Љубушом, која је дели од дувањског подручја. Рама се — према својој конфигурацији — дели на Горњу, Средњу и Доњу, те Дољане.
Простор општине заузима површину од 477 км² или 0,9% од укупне површине БиХ, са уделом 10,8% укупне површине Херцеговачко-неретванског кантона, што је трећа по величини општина у Кантону. Под водом потопљеног рамског подручја, настанком Јабланичког језера 1955. године, налазе се 3,2 км², а настанком Рамског језера 1968. године потопљено је још 12,6 км². По административној подели, Прозор-Рама се налази у Херцеговачко-неретванском кантону (Федерација БиХ), а по црквеној подели припада Врхбосанској надбискупији. Према последњем службеном попису становништва, општина Прозор-Рама имала је 19.760 становника распоређених у следећа насељена места: Блаце, Боровница, Варвара, Гмићи, Горица, Горњи Вишњани, Горњи Кранчићи, Грачаница, Грачац, Гревићи, Доброша, Доња Васт, Доњи Вишњани, Доњи Кранчићи, Дружиновићи, Дуге, Захум, Иванци, Јаклићи, Клек, Ковачево Поље, Козо, Куте, Кућани, Лапсуњ, Лизоперци, Луг, Љубунци, Маглице, Меопоточје, Млуша, Ометала, Орашац, Пајићи, Паљике, Парош, Парцани, Плоча, Подбор, Прозор, Прослап, Равница, Рипци, Румбоци, Скробућани, Тошћаница, Тришћани, Уздол, Устирама, Хељдови, Хере, Худутско, Шеровина, Шлимац, Шћипе, Шћит
. Конфигурација тла условила је да се нека њена насеља налазе на свега 300 метара надморске висине, нека и мање, а нека изнад 900 метара надморске висине, док висински распон општине обухвата надморску висину од 270 метара до 1956 метара. Висина од 270 метара везана је за максималан ниво воде у Јабланичком језеру, иако се и део потопљене површине треба урачунати у власништво општине Прозор-Рама.
Међутим, и поред тога, климатски услови и у планинским местима нису сурови, захваљујући утицају средоземне климе која продире долином река Неретве и Раме. Зато је цели овај крај — веома пријатан и „питом” — од памтивека био привлачан за човеково станиште. Кроз Раму је у античко доба пролазила римска цеста од Солина према централној Босни.
Данас кроз Раму пролази магистрална цеста M16.2 од Мостара према Бугојну, те регионална цеста P418 (која спаја Прозор-Раму са западне стране према Томислав Граду и Ливну чинећи најближу директну везу према Сплиту и Макарском приморју), регионална цеста P418b Прозор — Рама — Бутровић Поље — Коњиц (која није у потпуности завршена као и источни крак ове цесте, који би општину Прозор-Рама спојио са Фојницом односно Сарајевом, што би чинило најкраћу саобраћајну везу централне Босне и Сарајева са Јадранском обалом, односно Макарском и Сплитом).
Данас ушћа реке Раме нема, а готово је нестала и сама река Рама, чији је горњи ток прекрило Рамско језеро, а доњи ток и ушће Јабланичко језеро. Подручје данашње прозорске општине уоквирено је високим и тешко проходним планинама (Макљен, Радуша, Вран, Љубуша, Чврсница). Посебно је неприступачан врлетни масив планине Чврснице, који овај крај окружује са његове јужне стране. Нешто проходније и ниже планине су према западу и северу, па су се туда протезали главни путеви који су овај крај повезали са другим местима. Уз водене токове, поготово реке Раме, биле су смештене не баш бројне и простране, али врло плодне долине, од којих је највећа и најплоднија била она у горњем току Раме. Данас, скоро читаву ову долину прекрива Рамско језеро.
Општина Прозор-Рама административно припада Херцеговачко-неретванском кантону, а од административног седишта Мостара удаљена је 80 км, док је од Сарајева удаљена 120 км. Најближа железница од седишта општине је 33 км и налази се у Јабланици, док је најближа поморска лука у Плочама у Републици Хрватској. Најближе ваздухопловне луке налазе се у Мостару и Сарајеву, као и ваздухопловна лука „Сплит” која је од седишта општине удаљена 135 км.
После потписивања Дејтонског споразума, општина Прозор-Рама у целини, ушла је у састав Федерације БиХ.

## Спорт
Општина има фудбалски клуб НК Рама те кошаркашки клуб ХКК Рама.

## Образовне установе
| - Основна школа „фра Јероним Владић” (Рипци) - Основна школа „Марко Марулић” (Прозор) - Основна школа „Алија Исаковић” (Прозор) - Основна школа „Веселко Тенжера” (Уздол) | - Основна школа „Ивана Мажуранића” (Грачац) - Основна школа „Шћипе” (Шћипе) - Средња школа „Прозор” (Прозор) |

## Национални споменици
- Фрањевачки самостан и црква Узнесења Блажене Дјевице Марије
- Џамија у Лизоперцима са мектебом и харемом
- Споменик на Макљену
- Стара тврђава „Прозор”[9]

## Туризам
- Брдски бициклизам
- Ловни туризам (Ловиште ловачког друштва „VEPAR” општине Прозор-Рама)
- Риболовни туризам (Спортско риболовно друштво „RAMA”)[10]

## Познате личности
- Али-паша Сердар
- Али-паша Варвар
- Мухамед Скејо Прозорац
- Осман Сабитовић
- Добрила Мештровић
- Дива Грабовчевa
- Марко Бошњак

## Начелници (1944—данас)
Начелници општине Прозор-Рама од 1944. године до данас:
| 1. Густо Задро (1944—1945) 2. Тадија Дедић (1945—1947) 3. Маркица Дедић (1947—1951) 4. Ахмет Хаџић (1951—1958) 5. Фрањо Јеличић (1958—1962) 6. Мишко Чуљак (1962—1967) 7. Илија Брадић (13. 6. 1967 — 9. 3. 1972) 8. Дервиш Кулагић (1972—1978) 9. Никола Будимир (1978—1982) 10. Крешимир Фучец (1982—1983) | 1. Анте Долић (1983—1984) 2. Мухамед Заимовић (1984—1986) 3. Никола Ивић (1986—1988) 4. Миле Томић (1988—1990) 5. Мијо Јозић (1990—1994) 6. Јуре Јурић (1995—1996) 7. Јерко Павличевић (1996—1998) 8. Драган Метер (1998—1999) 9. Јозо Вукоја (2000—2008) 10. Јозо Иванчевић (2008—данас) |